# Schigabutdin Mardschani

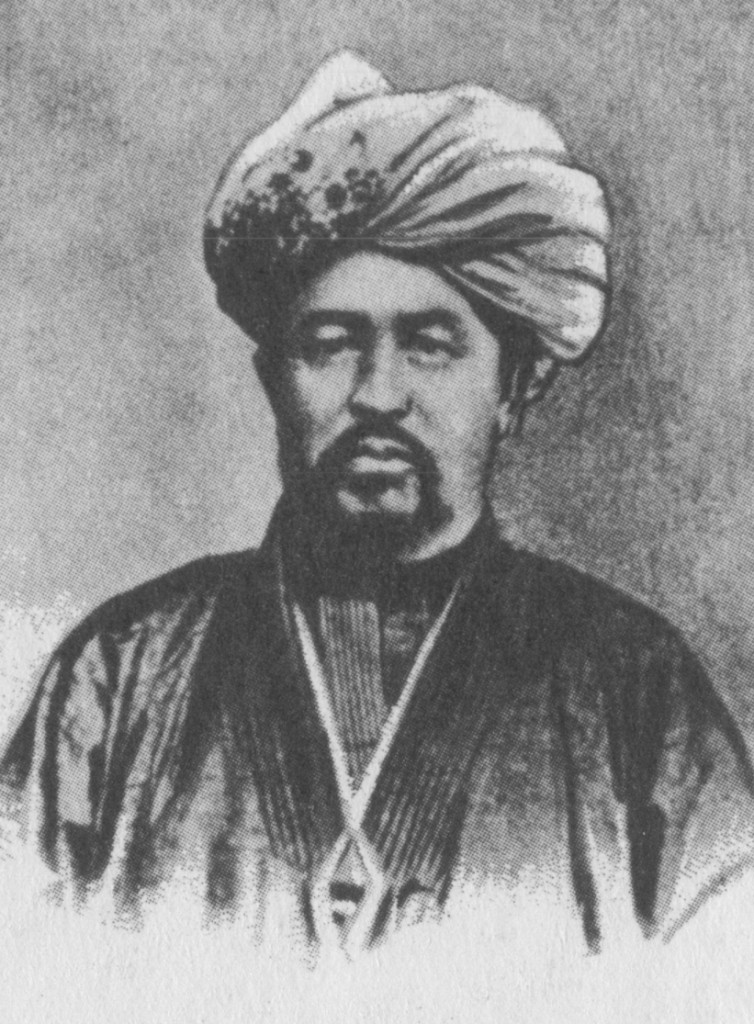
Schigabutdin Mardschani

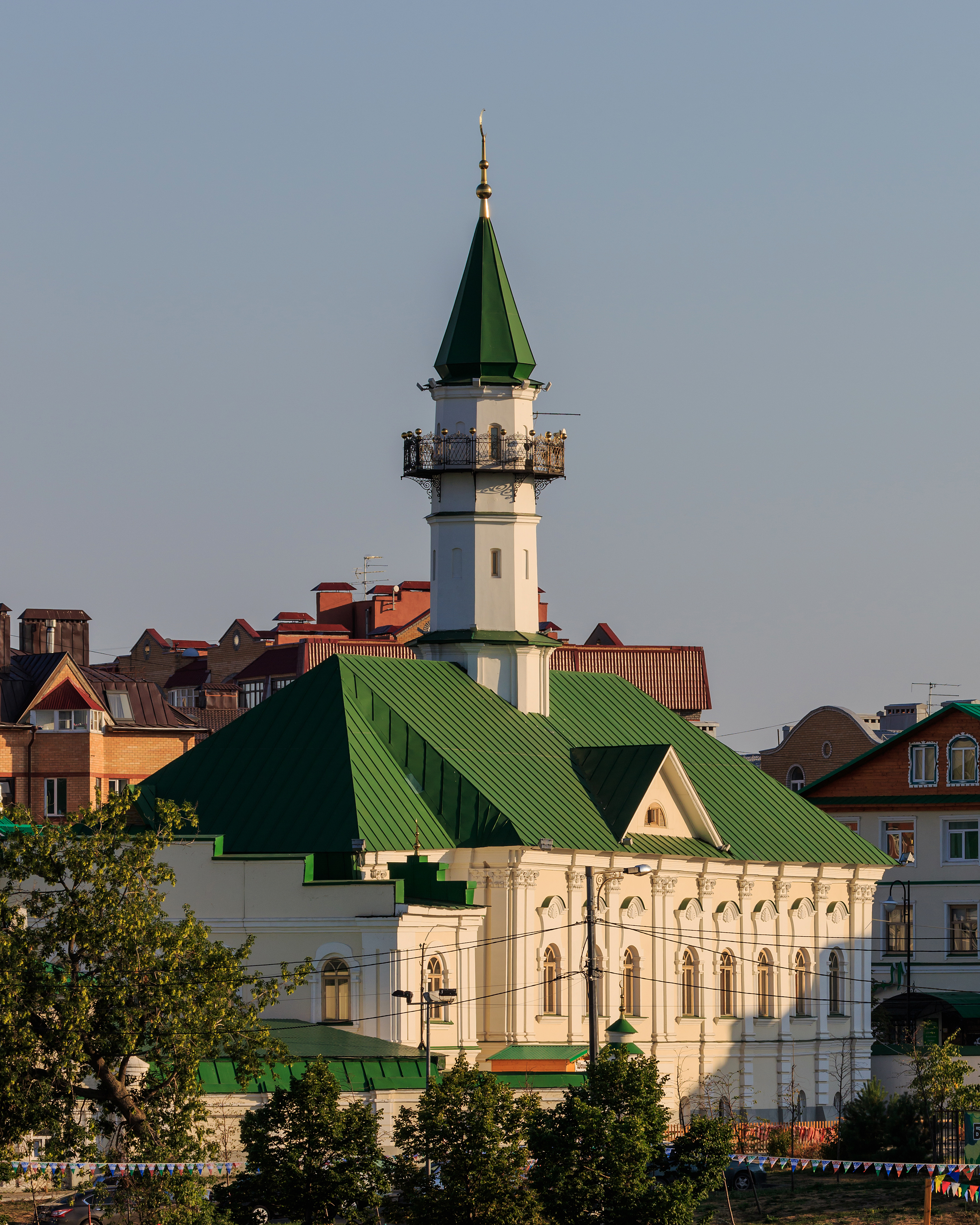
Mardschani-Moschee in Kasan, Russland, in den 1766–1770 unter Katharina der Großen erbaut (früher unter anderem Namen)

Schigabutdin Mardschani (nach tatarisch Шиһабетдин Мәрҗани Şihabaddin Märcani; geb. 16. Januar 1818 bei Kasan, Russisches Kaiserreich; gest.  18. April 1889 in Kasan) war ein tatarischer muslimischer Theologe und Historiker. Er war eine der Schlüsselfiguren des Dschadidismus. Von 1850 bis 1889 war er Mullah der Mardschani-Moschee in Kasan.
Mardschani war eine vielseitige Persönlichkeit: Theologe, Historiker, Philosoph, Aufklärer, Lehrer und Scheich des Nakschibendi-Sufiordens.  Er studierte in Zentralasien in Samarkand (Scher-Dor-Medrese) und Buchara (Mir-Arab-Madrasa) und kehrte dann nach Kasan zurück. Er ist Verfasser von mehr als dreißig Werken, die meist auf Arabisch veröffentlicht wurden. Als pan-muslimischer Denker beschäftigte er sich mit sozialen Problemen und Problemen im Zusammenhang mit der Erneuerung des spirituellen Lebens der Muslime in der heutigen Gesellschaft. Er hielt die Erneuerung bzw. Verbesserung des Bildungssystems für das geeignete Mittel des Fortschritts. Mardschani sammelte mündliche Zeugnisse aus der Geschichte der in Kasan und in der ganzen Wolga-Ural-Region lebenden Menschen. Als Ethnograph und Orientalist entwickelte er eine Theorie ihrer historischen Entwicklung und wurde von der muslimischen Gemeinschaft und auch von russischen und europäischen Gelehrten anerkannt.
Die Mardschani-Stiftung wurde zu seinen Ehren benannt.
Der tatarische Schriftsteller und Gelehrte Chussain Faischanow war sein Schüler. Das Reformprojekt seines bereits 1866 verstorbenen Schülers Faischanow veröffentlichte Mardschani später aber nicht.

## Schriften (Auswahl)
- Mustafad al-Akhbar[6] (ein Geschichtswerk)
- Vafiyat al-Aslaf Tahiyat wa al-Ahlaf